# Marienborn
Marienborn é um município no distrito de Börde, em Saxónia-Anhalt, Alemanha. É célebre por ser o local onde fica o antigo posto de controlo da fronteira interna alemã designado por Checkpoint Alpha.